# Alexis von Haeseler
Alexis August Graf von Haeseler (* 6. März 1801 in Berlin; † 22. Mai 1889 in Harnekop) war ein preußischer Major und Landrat.

## Leben
Sein Großvater Johann August von Haeseler war ein Sohn des 1733 nobilitierten August von Haeseler. Er selbst war der Sohn des August Ferdinand Graf von Haeseler (1761–1838), auf Schloss Groß Leuthen mit dazugehöriger Standesherrschaft, und der Gräfin Johanna Auguste von Einsiedel (1783–1864), einer Tochter des sächsischen Ministers Detlev Carl von Einsiedel. Seine Schwester Rosalie (* 1793) war mit dem preußischen Generalmajor Adolf Lauer von Münchhofen verheiratet. 
Im Jahr 1837 kaufte er für 64.000 Reichstaler das Schloss Harnekop. Haeseler war von 1845 bis 1874 Landrat des Landkreises Oberbarnim und maßgeblich an der Festlegung der Streckenführung der Wriezener Bahn über das benachbarte Sternebeck beteiligt. Sein Rittergut hatte eine Größe von 988 ha.
Aus seiner 1832 in Havelberg geschlossenen Ehe mit Albertine von Schönermarck (1812–1867), einer Tochter des Generalmajors Georg von Schoenermarck (1783–1851), ging der spätere Generalfeldmarschall Gottlieb Graf von Haeseler hervor. Zudem Georg Gottfried Albert Alexis (* 23. November 1833; † 25. Januar 1897), preußischer Rittmeister a. D., verstorben in Milwaukee,  sowie die Schwester Anna Luise Henriette Albertine Alexandrine (* 17. Oktober 1838), diese heiratete Heinrich Karl Ludwig Georg von Schönermark (* 28. August 1831; † 13. Januar 1878), Erbherr auf Halt-Großburg.
Die Schriftstellerin Helene von Hülsen war seine Nichte.